# دیون مالونه
دیون مالونه (انگلیسی: Dion Malone؛ زادهٔ ۱۳ فوریهٔ ۱۹۸۹) بازیکن فوتبال اهل پادشاهی هلند است.
از باشگاه‌هایی که در آن بازی کرده‌است می‌توان به باشگاه فوتبال ادو دن هاخ اشاره کرد.
وی همچنین در تیم ملی فوتبال سورینام بازی کرده‌است.